# 크레이그 비어코
크레이그 비어코(Craig Bierko, 1964년 8월 18일 ~ )는 미국의 배우이다.

## 출연 작품
- 롱 키스 굿 나잇 (1996) - 티모시 역
- 13층 (1999)
- 신데렐라 맨 (2005)
- 에쿼티 (2016)